# Irrsee
De Irrsee is een meer in het Salzkammergut in de Oostenrijkse deelstaat Opper-Oostenrijk. Het meer heeft een oppervlakte van 3,5 km², is maximaal 32 meter diep, 4,4 km lang en 1 km breed. Het meer ligt op een hoogte van 553 meter boven de zeespiegel. De plaats Zell am Moos ligt aan de oostoever van het meer. Het meer is populair bij toeristen, dit omdat het meer het warmste water heeft van alle meren in het Salzkammergut.